# بیرون دیوار (فیلم)
بیرون دیوار (انگلیسی: Outside the Wall) یک فیلم به کارگردانی کرین ویلبر است که در سال ۱۹۵۰ منتشر شد. از بازیگران آن می‌توان به مریلین مکسول، هری مورگان، و پگی کستل اشاره کرد.